# Ko Chang
Ko Chang (en idioma tailandés:เกาะช้าง) es la segunda isla más grande de Tailandia y está situada en la costa este del país a 310 km de Bangkok, cerca de la frontera con Camboya, dentro del golfo de Tailandia. Ko Chang significa en tailandés isla elefante; fue nombrada así por la forma de la isla ya que el elefante asiático no es una especie autóctona de la isla.
La superficie de la isla es de aproximadamente 217 km² y en la actualidad cuenta con 8 poblaciones en total. Administrativamente forma un amphoe que es parte de la provincia de Trat. Ko Chang es una isla montañosa, cuyo pico más alto es Khao Salak Phet con una altura de 744 metros. También se pueden encontrar diversas cascadas, arrecifes y selvas.
Durante la Segunda Guerra Mundial, cuando Tailandia estaba ocupada por Japón, Ko Chang fue escenario de una batalla naval entre la Marina Real Tailandesa y un escuadrón de la Francia de Vichy, en la cual los tailandeses fueron vencidos.
Hasta mediados de los años 80 la infrastrucutura de la isla estaba subdesarrollada, pero el turismo ha incrementado significativamente desde entonces. Alrededor del año 2000 la malaria fue completamente erradicada y el área pasó a formar parte del parque nacional marino de Mu Ko Chang.
En la actualidad la isla recibe más de 650.000 visitantes al año, de los cuales aproximadamente dos tercios son tailandeses.
- Datos: Q941265
- Multimedia: Ko Chang / Q941265